# 舍瑙-贝茨多夫
艾根地区舍瑙-贝茨多夫（德語：Schönau-Berzdorf am der Eigen），通称舍瑙-贝茨多夫，是德国萨克森州的市镇，隶属于格尔利茨县。总面积为27.81平方千米，截至2023年12月31日总人口为1,463人。